# Neuruppin
Neuruppin (Nova Ruppin) é uma cidade alemã do distrito de Ostprignitz-Ruppin, no estado federado de Brandemburgo. Desde o ano de 1993, foram nela incorporadas a cidade de Alt Ruppin (Velha Ruppin) e treze vilas, de modo que passou a ter uma superfície de 303,32 km², sendo assim uma das cidades com maior área do país.

## Imagens

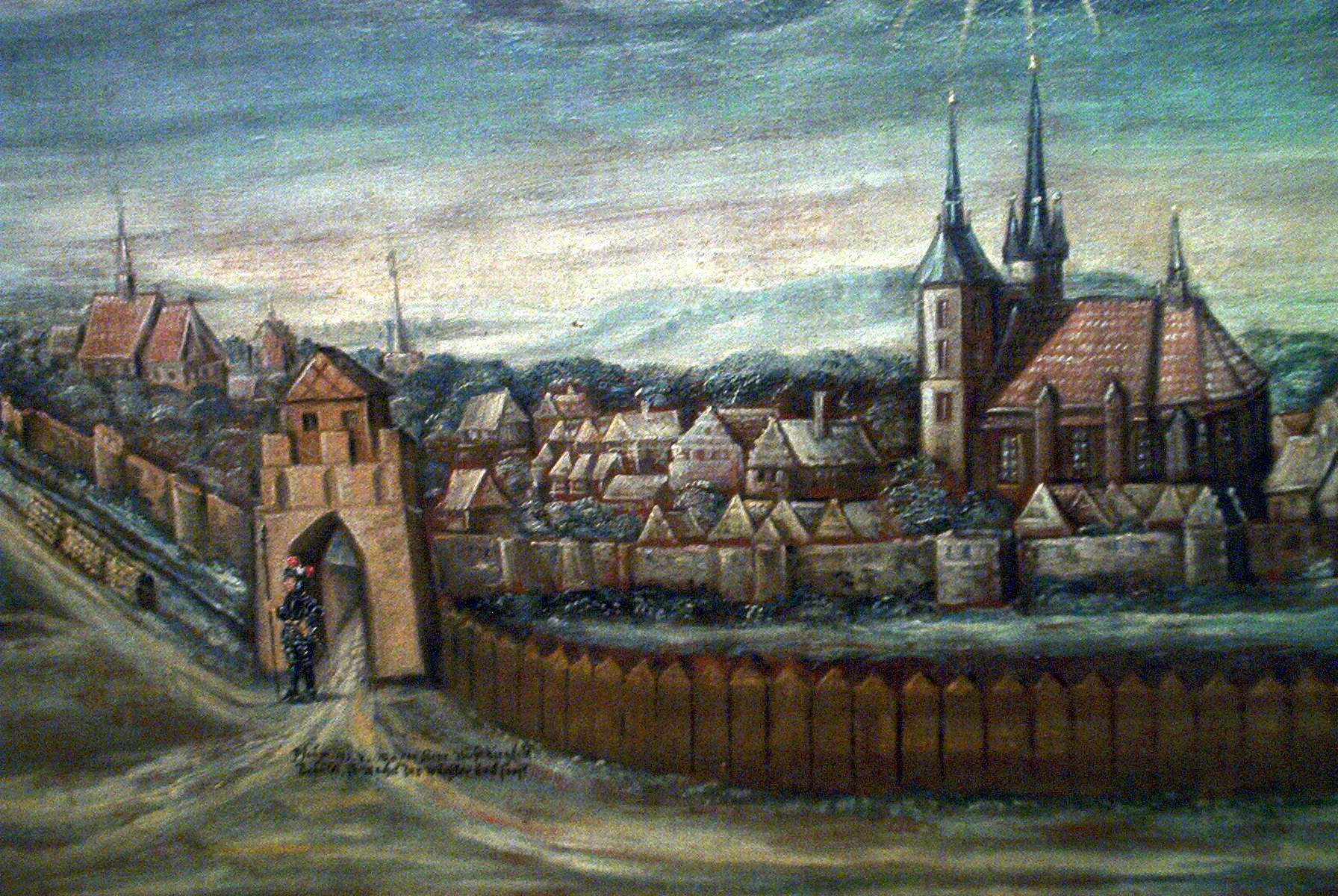
Neuruppin en 1694
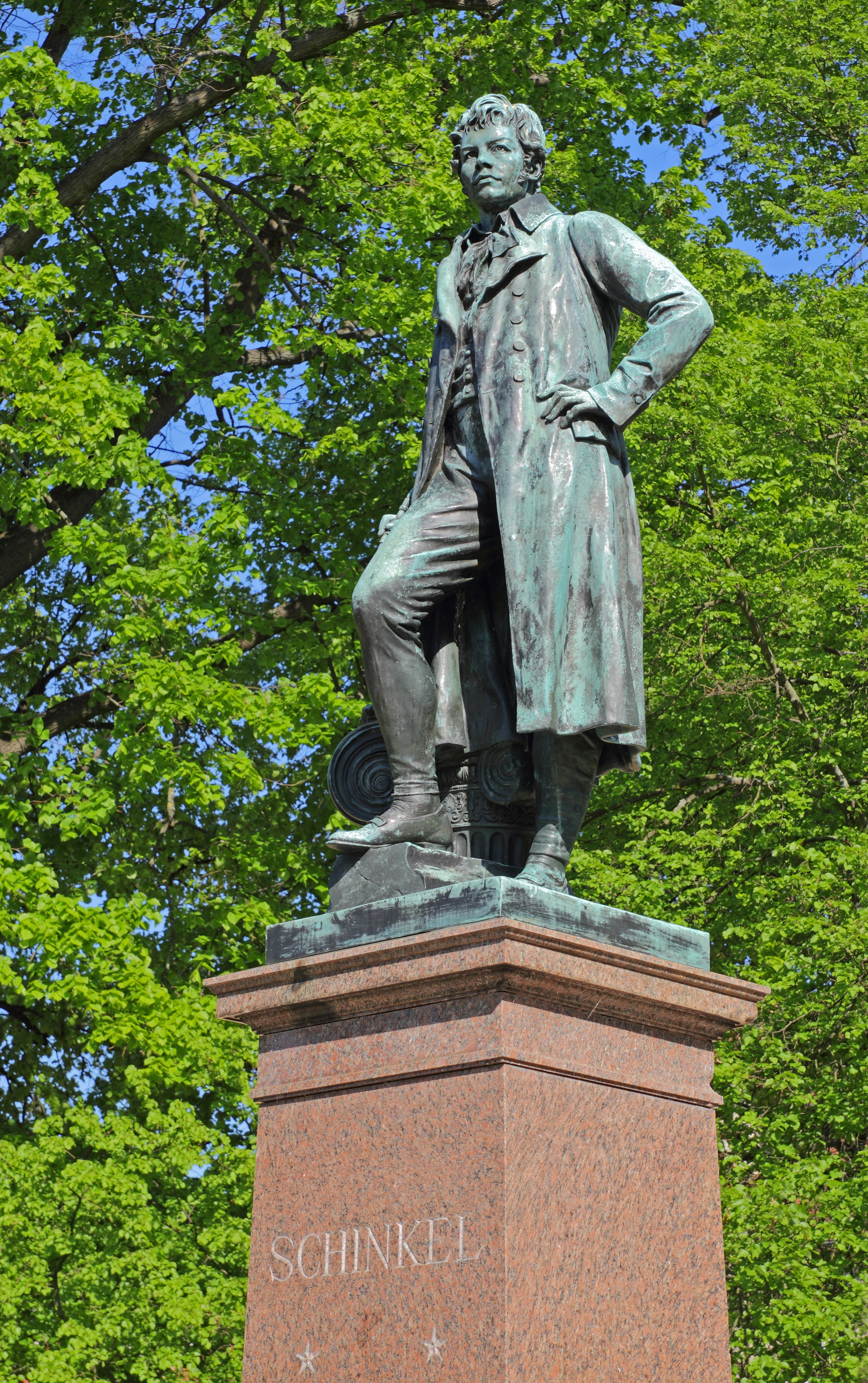
Monumento a Schinkel por Max Wiese na Praça da Igreja
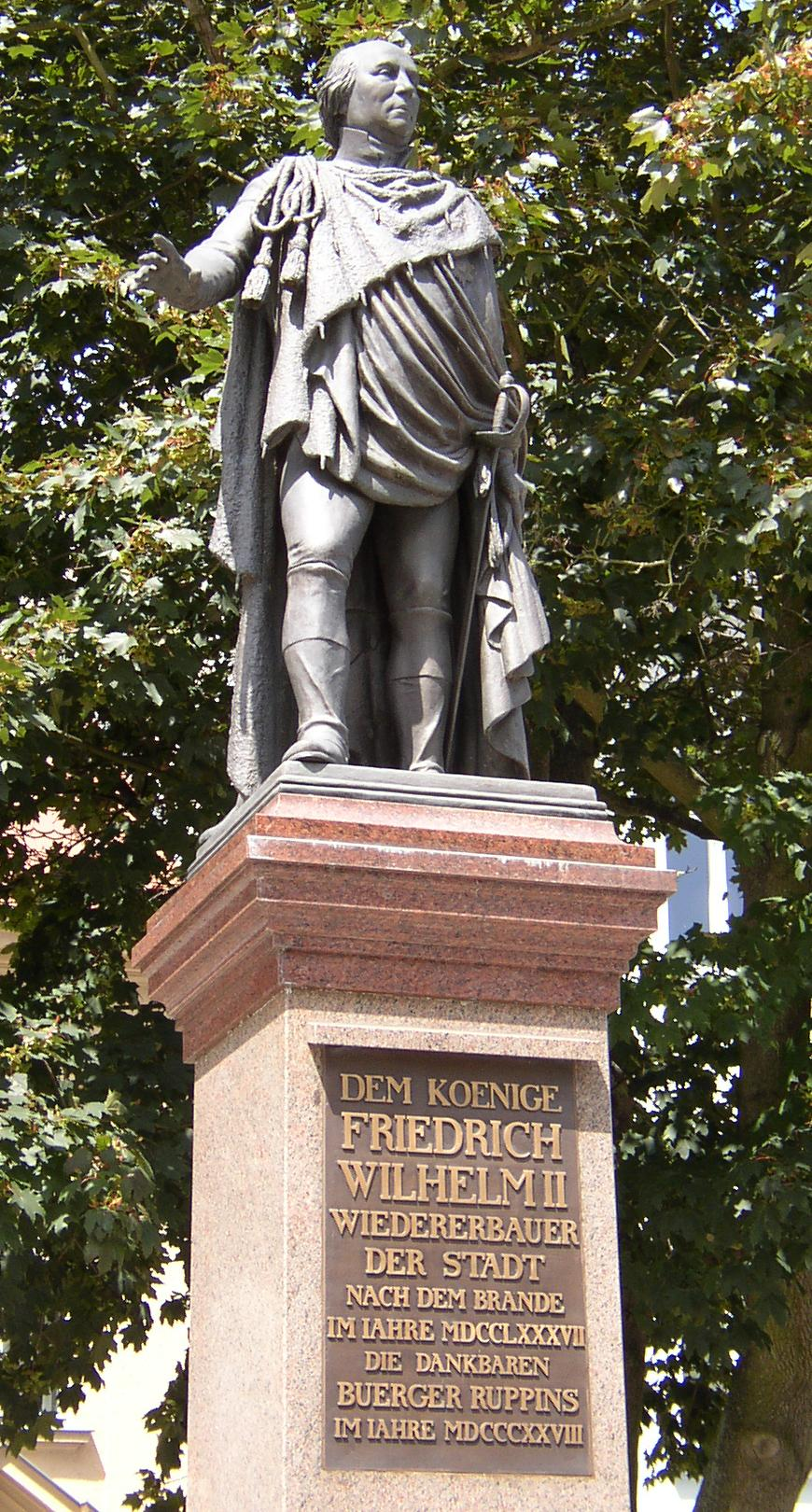
Monumento a Frederico Guilherme II da Prússia

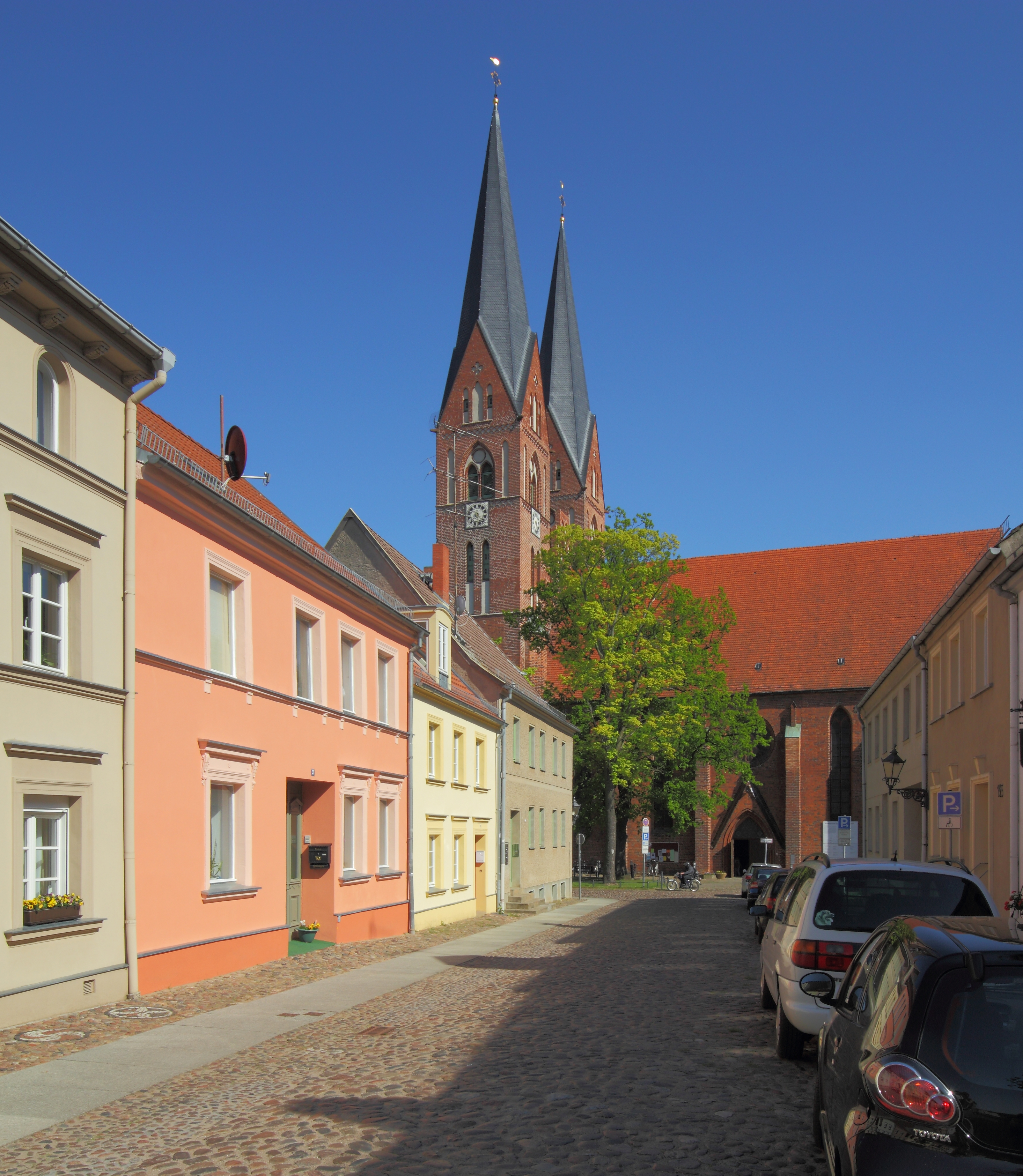
Igreja da Santíssima Trindade
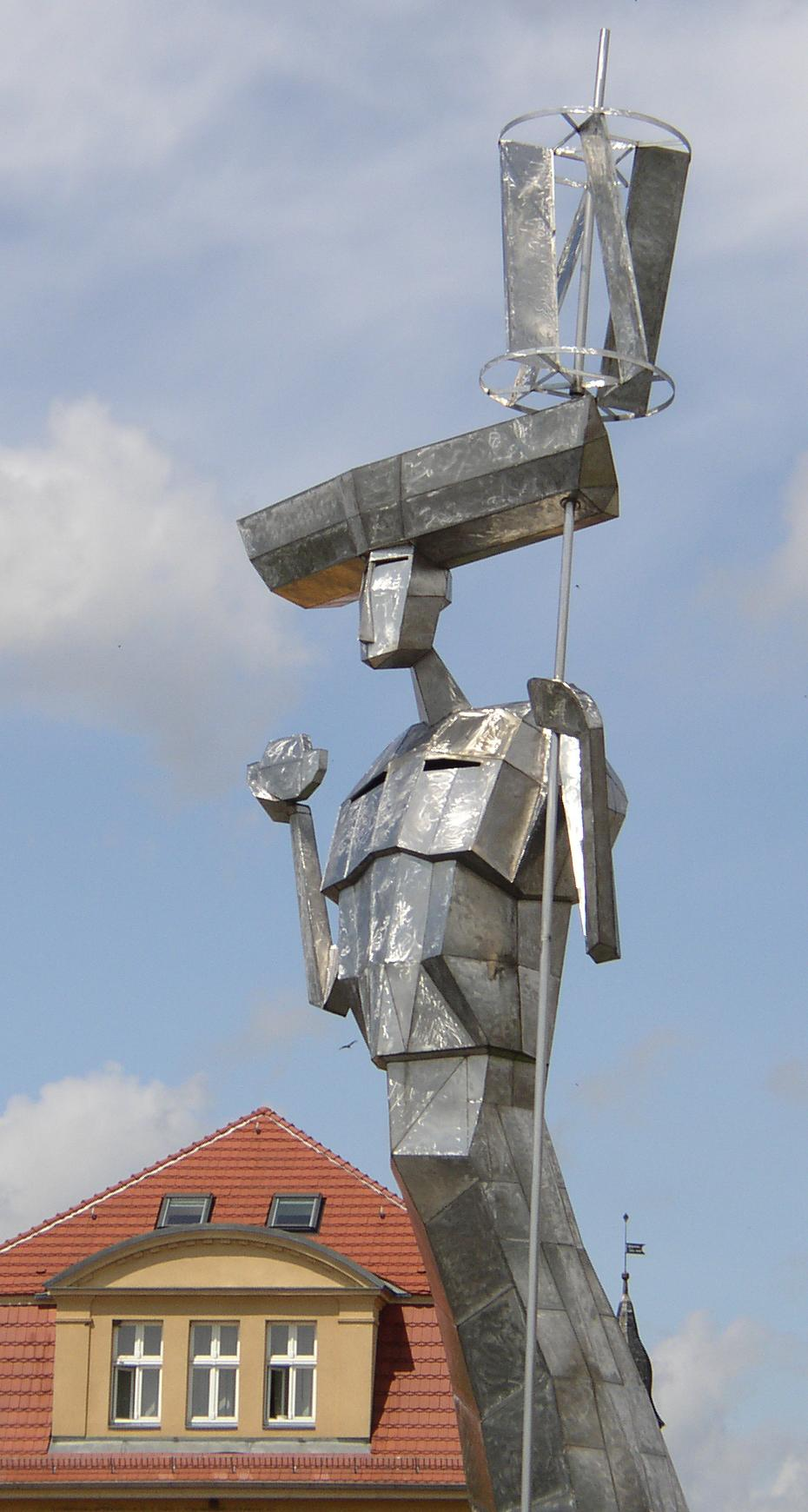
Detalhe da estátua "Persival no mar"
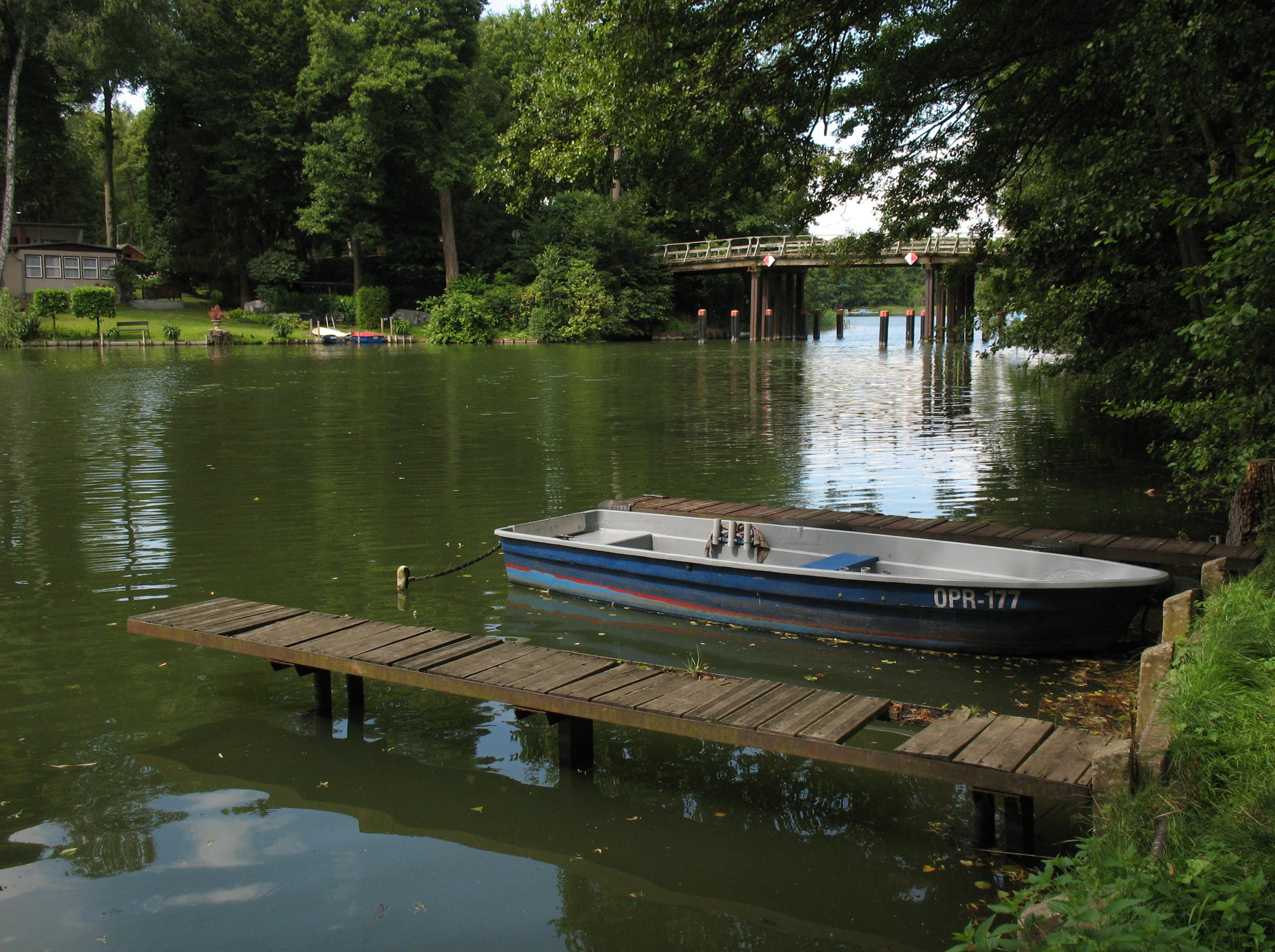
Zermützel